# Ioannis Mitsotakis
Ioannis Mitsotakis, griechisch Ιωάννης Μητσοτάκης, auch Johannes K. Mitsotakis (* 12. September 1839 auf Kreta; † 2. September 1905 in Berlin) war ein griechischer Schriftsteller, Übersetzer und Sprachlehrer.

## Leben
Mitsotakis studierte zunächst Medizin in Athen, Paris und München und kam 1874 nach Berlin. Nach einer Tätigkeit als freier Journalist, Übersetzer (unter anderem von Alexandros Rhizos Rhankaves) und Sprachlehrer war er von 1887 bis 1905 erster Lektor des Neugriechischen am Berliner Seminar für Orientalische Sprachen. Sein Nachfolger war dort Ioannis Kalitsounakis. In diesem Zusammenhang veröffentlichte er didaktisches Material: eine Grammatik 1891, einen Sprachführer 1892, eine Chrestomathie 1895 sowie ein Taschenwörterbuch 1905 und öfter. Schüler von Mitsotakis waren die Neogräzisten Albert Thumb und Karl Dieterich.

## Schriften (Auswahl)
- Ausgewählte griechische Volksmärchen. Für die deutsche Jugend bearbeitet. 1882 (und öfter)